# Zielonka (powiat Gołdapski)
Zielonka is een plaats in het Poolse woiwodschap Ermland-Mazurië, in het district Gołdapski. De plaats maakt deel uit van de stad- en landgemeente Gołdap en telt 130 inwoners.